# Garfield's Nightmare
Garfield's Nightmare is een Nintendo DS-spel gebaseerd op de stripserie Garfield. Het spel is ontworpen door Shin'en Multimedia. In Europa verscheen het spel in maart 2007. In Amerika kwam het spel uit in september 2007.
Het spel maakt niet volop gebruikt van de aanraakschermmogelijkheden van de Nintendo DS.

## Verhaal
Garfield komt met het gekke idee om ontbijt, lunch en diner te combineren zodat hij meer tijd heeft voor andere activiteiten. Hij verwerkt een paar pizza’s, lasagne en twee zakken donuts tot een grote sandwich. Na deze grote maaltijd valt hij in slaap. Maar het vele eten eist zijn tol, en Garfield krijgt een nachtmerrie…
Garfield wordt wakker in een spookkasteel. Dit is het begin van zijn reis door een vreemde droomwereld bewoond door monsters uit zijn onderbewustzijn. Hoewel Garfield van slapen houdt, wil hij dat deze nachtmerrie zo snel mogelijk stopt. Helaas heeft hij zijn wekker kapotgeslagen, dus kan hij enkel wakker worden door de stukken wekker te verzamelen en het ding weer in elkaar te zetten.

## Levels
Het spel volgt Garfield door 20 levels waarin hij probeert aan zijn nachtmerries te ontsnappen door vijanden te verslaan en complexe terreinen te verkennen. De 20 levels zijn verdeeld in 5 sectoren, elk met een eigen thema. Vijanden en obstakels die Garfield tegenkomt zijn spinnen, spoken, vuurballen en gletsjers.
Elk level heeft een bonusdeur die leidt naar een bonuslevel, waarin de speler extra levens kan verzamelen.
Elk level brengt Garfield uiteindelijk naar een slotgevecht dat zijn nachtmerrie in een droom zal veranderen. Eindbazen moeten worden verslagen om een level te beëindigen.